# 멍하고 혼돈스러운
멍하고 혼돈스러운(Dazed and Confused)은 1993년 개봉한 미국의 코미디 영화이다. 리처드 링클레이터 감독이 연출과 각본을 맡았다. 이 영화는 당시에는 신인 배우였지만 현재 스타 배우가 된 매슈 매코너헤이, 제이슨 런던, 벤 애플렉, 밀라 요보비치, 콜 하우저, 파커 포시, 애덤 골드버그, 조이 로런 애덤스 등 이 출연하였다. 줄거리는 1976년 여름에 고등학교의 학기 마지막 날 동안 청소년들의 일탈으로 벌어지는 사건을 담았다.

## 캐스팅
- 제이슨 런던 - 랜달 "핑크" 플로이드
- 와일리 위긴스 - 밋치 크라머
- 로리 코크레인 - 론 슬라터
- 매튜 매커너히 - 데이비드 우더슨
- 사샤 젠슨 - 돈 다우슨
- 미셸 버크 - 조디 크라머
- 크리스틴 하노스 - 카일 파울크너
- 아담 골든버그 - 마이크 뉴하우스
- 앤서니 랩 - 토니 올슨
- 숀 앤드류스 - 케빈 픽포드
- 콜 하우저 - 베니 오'도넬
- 밀라 요보비치 - 미셸 버로우스
- 조이 로렌 아담스 - 시모네 커
- 벤 애플렉 - 프레드 오'배니언
- 파커 포시 - 달라 마크스
- 닉키 캣 - 클린트 브루노
- 르네 젤위거 - 네시 화이트